# Tamara Todevska
Tamara Todevska (macédonien : Тамара Тодевска), connue sous le nom de Tamara, est une chanteuse pop macédonienne.

## Biographie

### Jeunesse
Tamara Todevska est née d'un père macédonien et d'une mère serbe bosniaque, le 1er juin 1985 à Skopje. Sa sœur est la chanteuse Tijana Dapčević. Elle baigne dans la musique très tôt, sa mère étant chanteuse d'opéra, et son père professeur dans une école de musique.

### Carrière

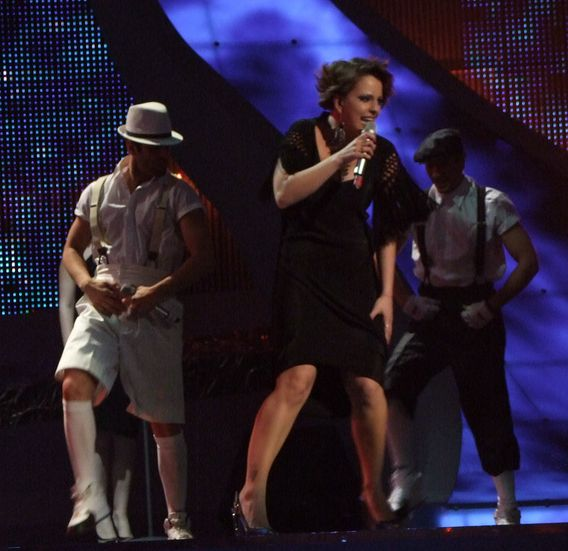
Tamara Todevska sur la scène de l'Eurovision à Belgrade en mai 2008.

Elle sort son premier album en 2005. Intitulé Sino ("Bleu" en français), il est produit par Aleksandar Masevski.
Avec Rade Vrchakovski et Adrian Gaxha, elle représente la Macédoine pour le Concours Eurovision de la chanson en 2008. Ils remportent le concours national avec la chanson Vo ime na ljubovta (Во име на љубовта). Au concours, la chanson sera interprétée dans sa version anglaise sous le titre Let me love you. Lors de la deuxième demi-finale du Concours Eurovision de la Chanson, ils se classent 10e avec 64 points mais ne se qualifient pas pour la finale au détriment de la Suède, choisie par le jury comme le 10e sélectionné (en effet, seuls les 9 premiers sont automatiquement qualifiés, le 10e qualifié est celui choisi par le jury parmi les restants).
En mai 2014, elle fait partie des choristes chantant aux côtés de sa sœur Tijana Dapčević, la représentante macédonienne à la 59e édition du Concours Eurovision.
Annoncé le 25 janvier 2019, elle représente de nouveau son pays désormais nommé Macédoine du Nord, au Concours Eurovision de la chanson 2019 se déroulant à Tel-Aviv, avec la chanson en anglais Proud. Elle se qualifie cette fois-ci lors de la demi-finale du 16 mai en terminant à la deuxième place avec 239 points. Lors de la finale du 18 mai, elle décroche la 7e place au classement général avec 305 points, soit la meilleure place obtenue pour le pays depuis ses débuts au Concours en 1998.
Le 29 juin 2019, Tamara participe à la première gay pride de Skopje, où elle interprète notamment sa chanson de l'Eurovision.
Le 19 juin 2020, elle sort un nouveau single, Sloboda (Слобода), écrite par Igor Džambazov et composée par Robert Bilbilov. Elle l'interprète en macédonien, en serbe et en anglais. Le titre de la version anglaise est Rise.

## Vie privée
Le 27 juin 2015, Tamara Todevska se marie avec l'ancien joueur de basket-ball Aleksandar Dimitrovski. Ils ont une fille, Hana.

## Discographie

### Albums
- Sino (2005)
- Eden Den (2015)